# Олівер Гевісайд
О́лівер Ге́вісайд (англ. Oliver Heaviside, 18 травня, 1850, Лондон, Англія, Британська імперія — 3 лютого, 1925, Торкі, Девон, Англія, Британська імперія) — британський учений-самоук, інженер, математик і фізик англійського походження. Вперше застосував комплексні числа для вивчення електричних ланцюгів, розробив техніку застосування перетворення Лапласа для вирішення диференціальних рівнянь, переформулював рівняння Максвелла в термінах тривимірних векторів, напруженостей електричного та магнітного полів і електричної та магнітної індукцій, і, незалежно від інших математиків, створив векторний аналіз. Попри те, що Гевісайд більшу частину життя не ладнав з науковою спільнотою, його роботи змінили вигляд математики та фізики.

## Життєпис

### Молодість
Олівер Гевісайд народився в Англії, лондонському боро Кемден, у родині Томаса Гевісайда та Рейчел Елізабет Вест і був молодшим з їх чотирьох синів. Батько працював гравером і художником. У ранньому дитинстві Олівер перехворів скарлатиною, внаслідок чого серйозно постраждав його слух і він погано чув усе життя. Ця обставина серйозно вплинуло на його дитинство, тому що через проблеми зі слухом він не міг нормально спілкуватися з ровесниками. Незважаючи на хорошу успішність (в 1865 рік  був п'ятим з 500 учнів), Олівер кинув школу в 16 років і самостійно вивчав азбуку Морзе, теорію електрики, електротехніку і займався мовами — німецькою та данською.
У 1868 році Гевісайд переїжджає до Данії і стає телеграфістом, де швидко освоює тонкощі професії. 1871 року він повертається в Англію і займає пост старшого телеграфіста у Великій північній телеграфній компанії в Ньюкаслі, де відповідає за міжнародний телеграфний трафік компанії. У 1872—1873 роках публікує свої перші роботи з електрики, якими серйозно зацікавився Джеймс Максвел. Максвел згадує про дослідження Гевісайда у другому виданні своєї книги «Дослідження з електрики і магнетизму», що надихає Олівера на серйозніші заняття наукою. В 1874 у він залишає посаду телеграфіста і займається дослідженнями в будинку своїх батьків. В цей час він розробив теорію ліній передачі (також відому як «телеграфні рівняння»). Гевісайд математично довів, що рівномірно розподілена ємність телеграфної лінії мінімізує одночасно загасання та спотворення сигналу. Якщо ємність досить велика і електричний опір ізоляції не надто великий, в лінії не буде спотворень і всі частоти будуть затухати однаково. Рівняння Гевісайда сприяли подальшому розвитку телеграфного зв'язку.

### Зрілість
В 1880 у Гевісайд досліджував скін-ефект в телеграфних лініях передачі і переписав результати Максвела з їх первісної форми до форми, вираженої в термінах сучасного векторного аналізу, таким чином звівши систему з 20 рівнянь з 12 змінними до 4 диференціальних рівнянь, відомих як рівняння Максвелла. Чотири рівняння Максвела описують природу нерухомих і рухомих заряджених частинок і магнітних диполів, і співвідношення між ними, а саме електромагнітну індукцію.
Між 1880 і 1887 роками, Олівер Гевісайд розробляв операційне числення (він ввів позначення  D для диференціального оператора), метод розв'язку диференціальних рівнянь за допомогою зведення до звичайних алгебричних рівнянь, який спочатку викликав бурхливу полеміку через відсутність суворого обґрунтування. Тоді він виголосив відому фразу: «Математика є наука експериментальна, визначення з'являються останніми». Це було відповіддю на критику за використання ще не цілком певних операторів.
У 1887 році Гевісайд запропонував додати котушки індуктивності до трансатлантичного телеграфного кабелю (збільшивши тим самим власну індуктивність) для корекції спотворень. З політичних причин цього зроблено не було. Пізніше, сербський фізик Михайло Пупін. Розробив спосіб збільшення дальності передачі для телефонних ліній з допомогою установки подовжувальних котушок через певні інтервали уздовж лінії передачі. Цей метод наслідував ідеї Гевісайда.
У двох роботах 1888 та 1889 років Гевісайд обчислив деформацію електричного і магнітного полів навколо рухомого заряду, а також ефекти входження заряду в щільну середовище. Він передбачив черенковське випромінювання і надихнув Дж. Фіцджеральда запропонувати поняття так званого скорочення Лоренца — Фітцджеральда.
В 1889, після відкриття Томсоном електрона, Гевісайд почав роботу над концепцією електромагнітної маси. Гевісайд вважав її настільки ж справжньою, як і масу матеріальну, і здатну робити такі ж ефекти. Вільгельм Він пізніше перевірив результат Гевісайда для малих прискорень.
1891 року Лондонське королівське товариство визнало внесок Гевісайда в математичний опис електромагнітних явищ, присвоївши звання члена Королівського товариства. 1905 року Гевісайд став Гоноріс кауза (почесним доктором) Університету Геттінгена.

### Останні роки
У 1902 році у Гевісайд передбачив існування в іоносфері шару Кеннеллі-Гевісайда. Припущення Гевісайда включали способи передачі радіосигналів в обхід кривини земної поверхні. Існування іоносфери було підтверджено 1923 року. Пророцтва Гевісайда, разом з теорією випромінювання Планка, можливо, вплинули на припинення спроб виявити радіовипромінювання Сонця та інших астрономічних об'єктів. Яка б не була причина, напевно, спроб не було протягом 30 років, до винаходу в 1932 році Карлом Янським радіоастрономії.
Будучи все життя не в ладах з науковим співтовариством, в останні роки життя вчений став вельми ексцентричний. Хоча в молодості Гевісайд активно займався велосипедним спортом, на шостому десятку років його здоров'я серйозно погіршилося. В цей період Гевісайд підписував кореспонденцію своїм ім'ям з ініціалами WORM (черв'як), хоча ці букви нічого не позначали. Гевісайд почав фарбувати нігті в рожевий колір і використовувати гранітні брили замість домашніх меблів. Гевісайд помер в Торкі (Девон), і похований на кладовищі Пейнтон. Велика частина визнання прийшла до нього після смерті.

## Винаходи та відкриття
Гевісайд розвинув ідею іоносфери, передбачивши існування шару Кеннеллі-Гевісайда. Гевісайд розробив теорію ліній передач (відому як «телеграфні рівняння»). Гевісайд незалежно ввів вектор Пойнтінга і за три роки до Лоренца знайшов вираз для сили Лоренца.
Гевісайд спростив для використання вченими оригінальні результати Максвела. Це нове формулювання дало чотири векторних рівняння, відомих тепер як рівняння Максвелла. Гевісайд ввів так звану функцію Гевісайда, використовувану для моделювання електричного струму в ланцюзі. Гевісайд розробив поняття вектор та векторний аналіз. Гевісайд створив операторний метод для лінійних диференціальних рівнянь.

### Терміни теорії електромагнетизму
Олівер Гевісайд увів такі терміни:
- «Електрет» для електричного аналога постійного магніту, або, іншими словами, будь-яка речовина, що має квазісталу електричну поляризацію (наприклад, сегнетоелектрик).
- У вересні 1885 року, «провідність» та «проникність».
- У лютому 1886 року, «індуктивність».
- У липні 1886 року, «імпеданс».
- У грудні 1887 року, «адміттанс».
- У травні 1888 року, «магнітоопір».

Паралельно з Джозаєю Віллардом Ґіббзом привів теорію векторів і векторного аналізу до вигляду, в якому її стала визнавати тогочасна наукова спільнота. До цього теорія векторів викликала неприйняття в деяких відомих вчених, наприклад, Кельвіна. Виклад цієї теорії є в книзі О. Гевісайда «Теорія електрики».